# Bernd Dürnberger
Bernd Dürnberger (Kirchanschöring, 17 september 1953) is een voormalig Duits profvoetballer die zijn gehele carrière bij Bayern München speelde.

## Clubcarrière
Dürnberger begon met voetballen in zijn geboorteplaats Kirchanschöring. Daar werd zijn talent door de trainers al snel opgemerkt en er werd hem geadviseerd om naar ESV Freilassing te vertrekken. Bij die club had ook Paul Breitner gevoetbald, zijn vader werd de nieuwe trainer van Dürnberger. In 1972 maakte hij vervolgens de overstap naar het professionele voetbal, Bayern München meldde zich voor de jonge voetballer. Bij der Rekordmeister kwam hij terecht in een team met spelers van Europese topklasse zoals Franz Beckenbauer, Sepp Maier en Gerd Müller. Hij begon in de spits te spelen en kon zich al snel aanpassen aan het niveau. Na enkele seizoenen ging hij echter een linie naar achteren, zo kwam hij op de positie van defensieve middenvelder terecht. Daarnaast speelde hij ook nog weleens in de verdediging. Uiteindelijk zou hij 13 seizoenen bij Bayern blijven waarmee hij in de glorietijd van de Zuid-Duitsers een kast vol prijzen zou winnen. In 1985 stopte hij met voetballen door aanhoudende knieproblemen.

## Interlandcarrière
"Wipf", zoals zijn bijnaam luidde, speelde nooit een interland voor het West-Duitse elftal. In 1974 was het de bedoeling dat hij zijn opwachting zou maken tijdens het WK voetbal in eigen land maar hij scheurde zijn kruisband. Door zijn beoogde interlandcarrière kon een streep worden gezet, wel kwam hij nog een paar keer uit voor het nationale B-elftal.

## Nevencarrière
In 1985 hing hij zijn kicksen aan de wilgen en besloot hij in dienst te gaan bij kleding-gigant Adidas. Hij werkte daar tien jaar en besloot daarna om zelf iets met kleding te gaan doen. Tegenwoordig werkt hij als zelfstandig ondernemer en bedrukt hij T-shirts, trainingspakken en andere kleding met clublogo's en spelersnamen.
Zijn vrouw Johanna helpt hem vaak bij dit werk, met haar heeft hij ook twee kinderen: Stefan (1977) en Corinna (1983). Nadat hij stopte met voetballen bij Bayern is hij teruggegaan naar SV Kirchanschöring om daar verder te spelen. Daarnaast trainde hij daar de jeugdelftallen.

## Erelijst
Bayern München
- Europacup I: 1973/74, 1974/75, 1975/76
- Wereldbeker voor clubteams: 1976
- Bundesliga: 1972/73, 1973/74, 1979/80, 1980/81, 1984/85
- DFB-Pokal: 1981/82, 1984/85
- DFB-Supercup: 1982